# Palais Colloredo-Mansfeld

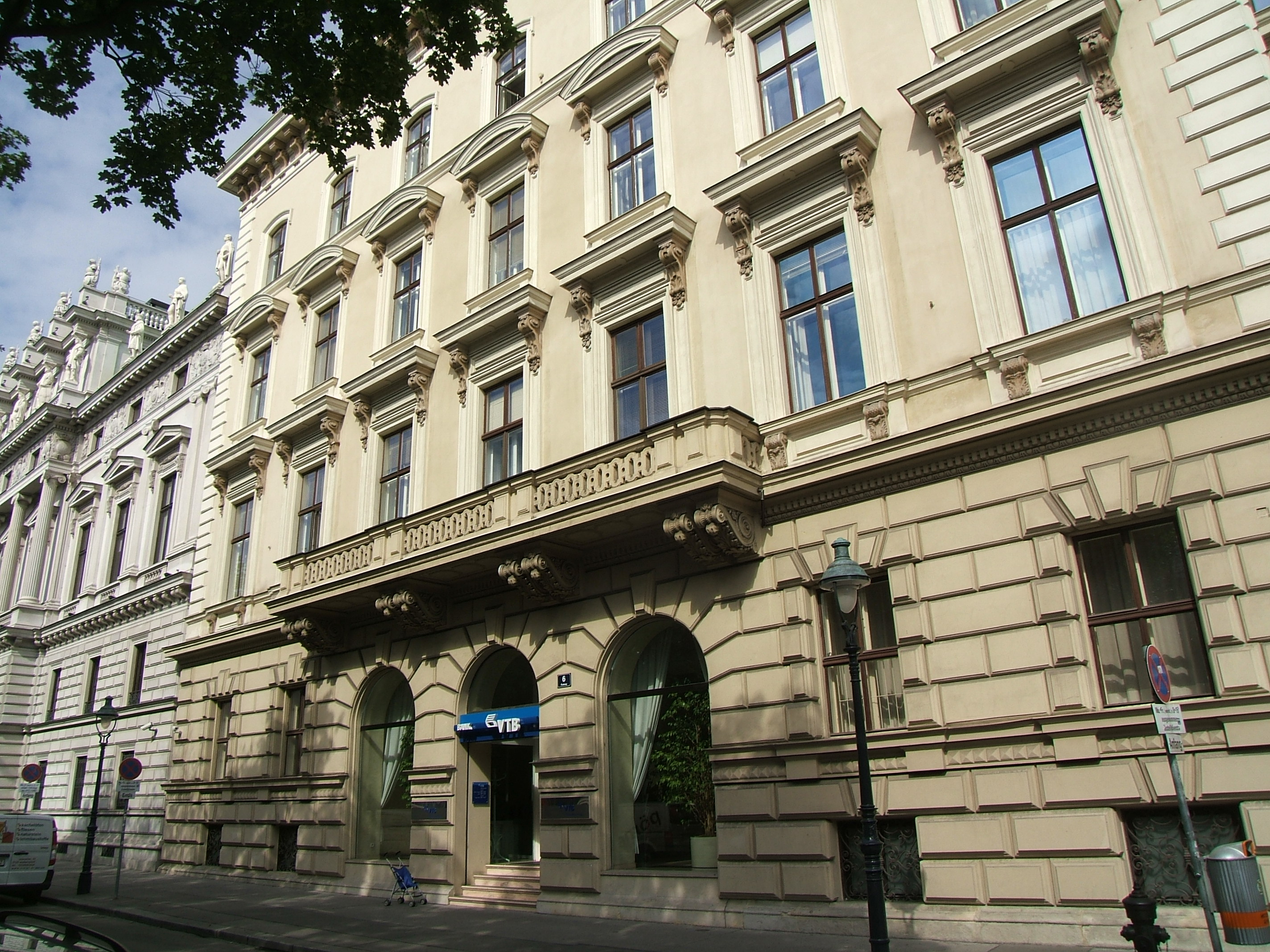
Palais Colloredo-Mansfeld: Fassade zum Parkring

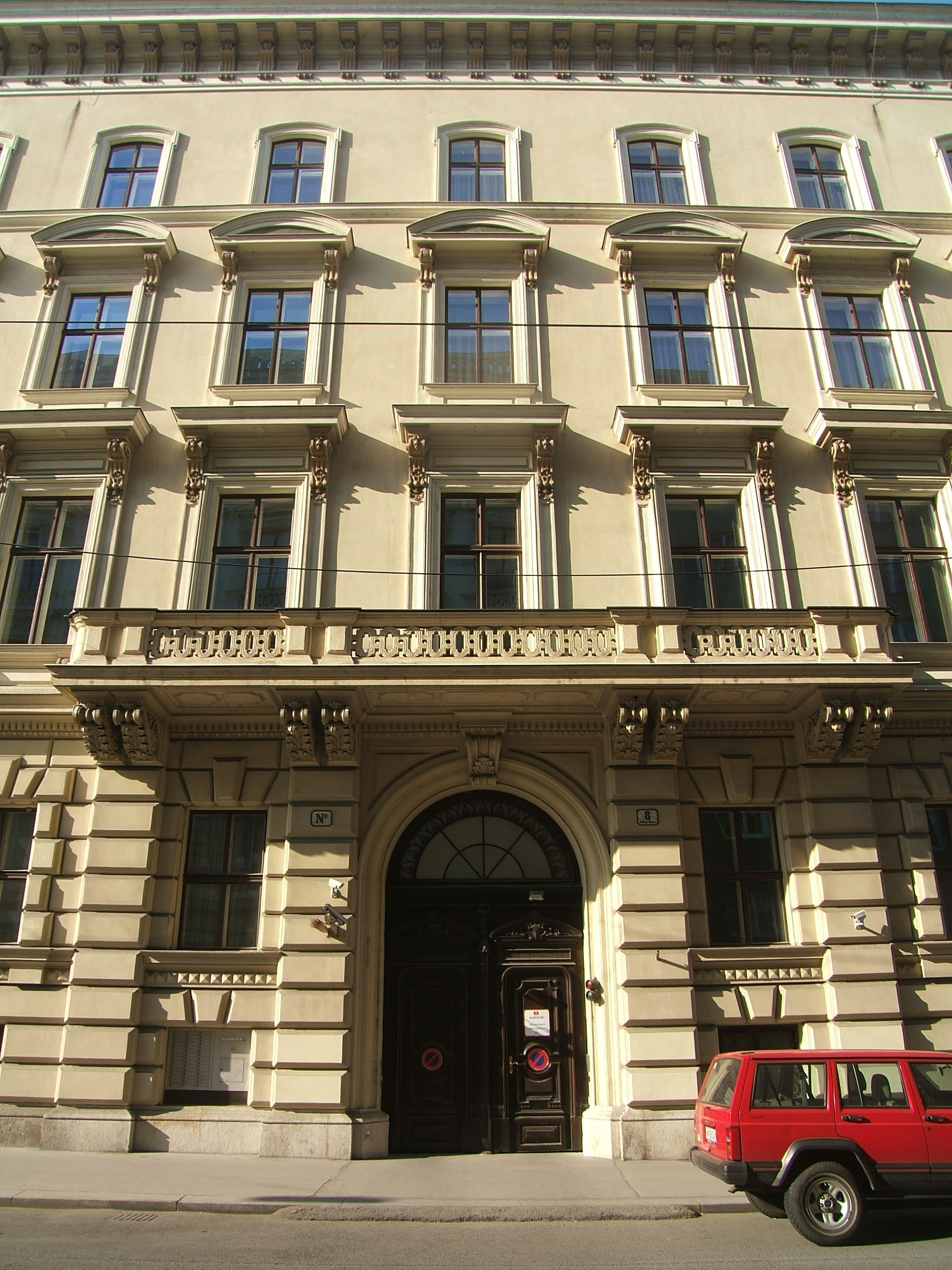
Palais Colloredo-Mansfeld: Fassade zur Zedlitzgasse

Das Palais Colloredo-Mansfeld ist ein Ringstraßenpalais im 1. Wiener Gemeindebezirk Innere Stadt in der Zedlitzgasse 8, Ecke Parkring 6.

## Geschichte
Das an drei Seiten freistehende, von Parkring, Zedlitzgasse und Cobdengasse gesäumte Palais grenzt an der vierten, südwestlichen Seite an das Palais Erzherzog Wilhelm. Es wurde im Jahre 1865 von Johann Romano von Ringe und August Schwendenwein von Lanauberg für das Fürstengeschlecht Colloredo-Mansfeld in streng historistischem Stil in Form der Wiener Neorenaissance erbaut. Von 1937 bis 1938 befand sich hier die konzessionsfreie Kleinkunstbühne Die Insel.

## Beschreibung
Die Fassaden in der Zedlitzgasse und am Parkring sind bis auf den Portalbereich nahezu identisch. Über einer gequaderten Sockelzone mit Souterrainfenster mit schönen Schmiedeeisengittern und mit Keilsteinen gerahmten Fenstern erhebt sich eine dreigeschoßige Oberzone. Das breite Gurtgesims zur Beletage wird an beiden Seiten, von einem, durch Volutenkonsolen getragenen, über drei Fensterachsen reichenden Balkon unterbrochen. Die Fenster mit durchgehendem Sohlbankgesims tragen eine gerade Konsolenverdachung, während die Fenster im darüber liegenden Geschoß mit einer Segmentgiebelverdachung ausgestattet sind. Die Portalzone in der Zedlitzgasse weist eine Pilastergliederung mit einem rundbogenförmigen Einfahrtsportal und schönem Holztor auf, während die Portalzone zum Parkring in einen Bankeingangsbereich umgebaut wurde.